# Vetluga (Nižnij Novgorod)

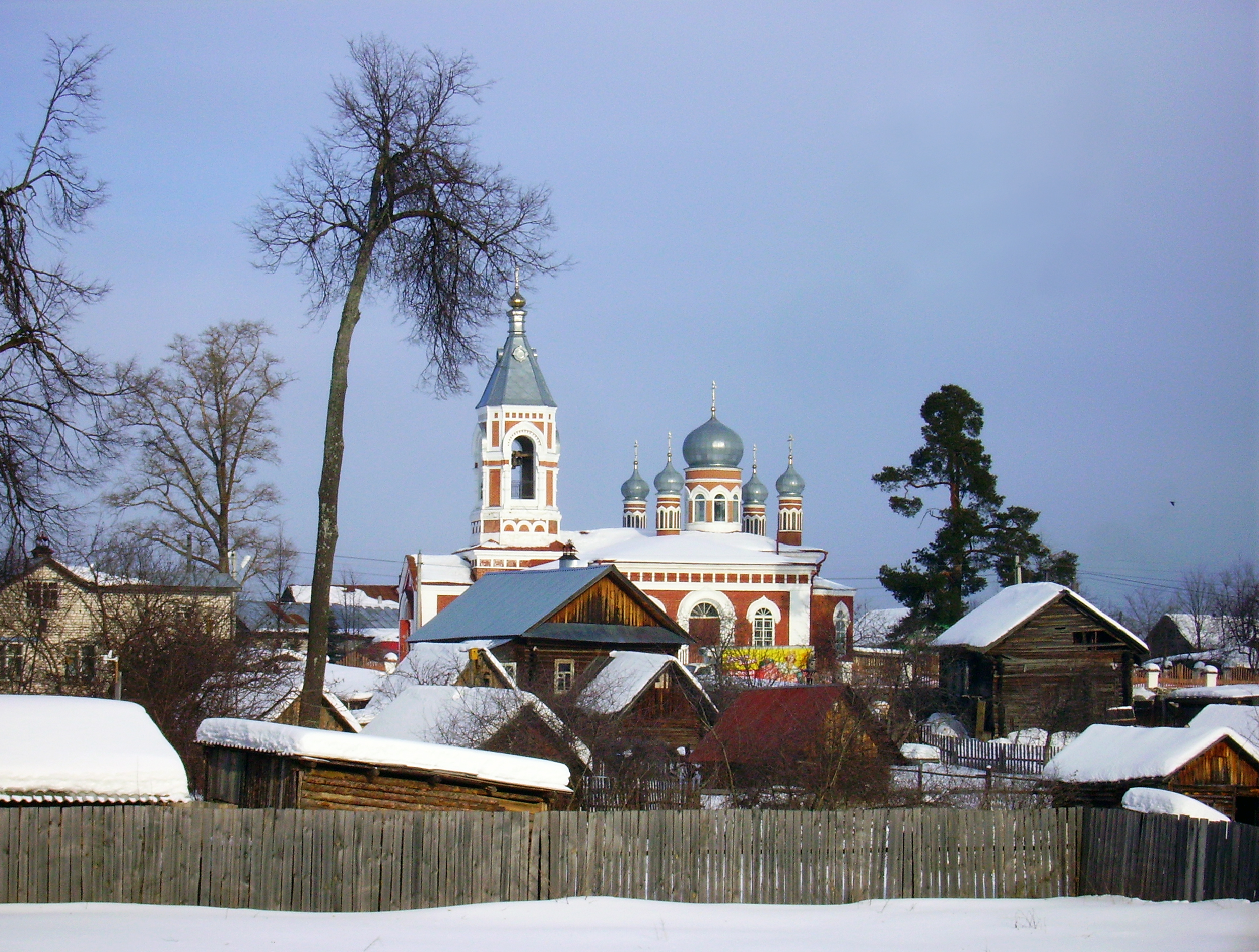
La chiesa di Santa Caterina

Vetluga (in russo Ветлуга?) è una cittadina della Russia europea centro-orientale, nell'oblast' di Nižnij Novgorod, capoluogo del rajon Vetlužskij).
Sorge sulle rive del fiume Vetluga e dista circa 50 km da Nižnij Novgorod. Fondata nel 1608, ha ricevuto lo status di città nel 1778.